# ران کلین
رونالد آلن کلین (انگلیسی: Ronald Alan Klain؛ زادهٔ ۸ اوت ۱۹۶۱) یک وکیل، مشاور سیاسی و لابیست آمریکایی است که به‌عنوان رئیس دفتر کاخ سفید در دورهٔ  ریاست‌جمهوری جو بایدن خدمت می‌کرد. کلین از سال ۱۹۸۷ دستیار بایدن بوده است.
جو بایدن از کلین به عنوان "مشاوری ارزشمند" در سال‌های گذشته یاد کرده و در بیانیه‌ای نوشته است، تجربه "عمیق و متنوع کلین" و همچنین توانایی‌اش برای "همکاری با همه افراد از طیف‌های سیاسی مختلف" دقیقا ویژگی‌هایی هستند که برای پست ریاست‌ دفتر کارکنان کاخ سفید در شرایط بحرانی کنونی به آنها احتیاج است.
او که یک دموکرات است، پیشتر رئیس دفتر دو معاون رئیس‌جمهور، ال گور از سال ۱۹۹۵ تا ۱۹۹۹ و جو بایدن از سال ۲۰۰۹ تا ۲۰۱۱ بود.  او همچنین پس از شیوع موارد ویروس ابولا در کاخ سفید، توسط باراک اوباما رئیس‌جمهور آمریکا به عنوان هماهنگ کننده مقابله با ابولا در کاخ سفید منصوب شد. در طول سال ۲۰۲۰ به عنوان مشاور ارشد کمپین ریاست‌جمهوری جو بایدن کار کرد. پس از پیروزی، بایدن در ۱۲ نوامبر اعلام کرد که کلاین به عنوان رئیس دفتر کاخ سفید خدمت خواهد کرد.